# Xizangia qiuae
Xizangia qiuae (лат.) — мирмекофильный вид жуков из семейства рогачи. Китай.

## Описание
Мелкие жуки (6—8 мм). Тело прямоугольное, сильно сжатое в дорсовентральном направлении; цвет красно-коричневый. Усики 10-члениковые. Голова: поперечная, поверхность пунктированная и голая; наличник продолговатый, сзади определяется поперечным вдавлением, а латерально — парой продольных вдавлений; передний край широко округлый, не выемчатый, самое большее с парой слабых вдавлений на латеральных углах наличника и с невидимыми сверху мандибулами; глазной угол очень большой, расширенный. Верхняя губа небольшая, треугольная спереди и трапециевидная снизу, полностью сросшаяся с наличником (без шва), приподнята от вентральной поверхности наличника, направляется вниз, фиксируя внутренние стороны мандибул. Мандибулы маленькие и тонкие, на вершине остро заостренные; левая мандибула с вентральным зубцом, правая мандибула с медиальным зубцом, приподнятым над дорсальной поверхностью. Надкрылья: длиннее головы и переднегруди вместе взятых, параллельносторонние, с 6 тонкими бороздками; промежутки между бороздками очень тонко пунктированы. Брюшко с пятью видимыми брюшными вентритами; все вентриты мелко пунктированы и голые, с латеральными морщикнами, как на заднегруди. Ноги: короткие; все голени прямые, передние голени с тремя непрерывными треугольными зубцами в дополнение к хорошо развитой апикальной вилке, средние и задние голени с двумя шипами на наружном крае; передние лапки с 1-4 члениками короткими, примерно одинаковой длины, сросшимися, 5 члеников длиннее остальных вместе взятых; средние и задние лапки с 3 члениками, причем последний членик более вдавлен, чем у передних лапок; пара коготков спрятана в концевую полость последнего членика лапки, аролиум отсутствует.
Мирмекофильный вид, найденный в гнёздах муравьёв Dolichoderus. Все взрослые особи и личинки третьего возраста Xizangia qiuae, новых видов, были обнаружены в большом поваленном дереве, непосредственно в нижней части муравейника. Он был найдена на чайном поле в тропическом горном вечнозеленом широколиственном лесу на высоте 1600 м. Муравьи были идентифицированы как Dolichoderus sp. (Dolichoderinae), близкий к виду Dolichoderus incisus Xu, 1995 (типовое местонахождение: Линцан, Юньнань). Гнездо муравьёв располагалось в центре бревна и состояло из слоев панцирей; большая часть бревна не сгнила. Взрослые особи и личинки (в основном в коконе) Xizangia qiuae были собраны в разложившейся части древесины непосредственно под муравейником, а не внутри муравейника. Муравьи не посещали ту часть, где жили Xizangia qiuae, но нападали на них, если стенка между муравейником и гнездом Xizangia была сломана. Также был обнаружен жук-рогач Aegus taurus Boileau, 1899 (Lucanidae), живущий вместе с Xizangia qiuae в разложившейся части древесины.

## Систематика и этимология
Вид был впервые описан в 2022 году китайскими энтомологами по материалам из провинции Юньнань (Китай). Близок к виду Xizangia cryptonychus из Мотуо (юго-восточный Тибет), у самок более коротким вентральным зубцом левой жвалы, более короткой внутренней шпорой на вершине передней голени, более короткими последними члениками лапок на всех ногах, меньшим количеством внешних шипов на всех голенях, и менее выпуклые промежутки между бороздками на надкрыльях. Можно предположить, что эти различия должны быть и у самцов, так как у известных видов Penichrolucanini (Penichrolucanus) не обнаружено полового диморфизма по этим признакам. Назван в честь Dr. Qiu Jian-Yue, одного из коллекторов типовой серии.